# HC Gherdëina
HC Gherdëina (także HC Gardena) – włoski klub hokeja na lodzie z siedzibą w Selva di Val Gardena.

## Historia
Kolejne nazwy klubu: Hockey Club Ortisei (1927-1964). Hockey Club Gardena (1965-1999), Hockey Club Selva Gardena 2000 (2000-2001), Hockey Club Gherdëina (2001-).
Poza udziałem w krajowych mistrzostwach Włoch klub uczestniczył w edycjach Pucharu Europy (4 razy), w rozgrywkach Alpenligi, a sezonie występował w rozgrywkach Inter-National-League, w 2016 przystąpił do międzynarodowych rozgrywek Alps Hockey League.
W klubie grał Josef Straka, a trenerem został Joni Puurula. W maju 2022 trenerem bramkarzy został.

## Sukcesy
- Złoty medal mistrzostw Włoch: 1969, 1976, 1980, 1981